# مايك إيستون
مايك إيستون (بالإنجليزية: Mike Easton) هو فنان قتال مختلط أمريكي، ولد في 25 يناير 1984 في واشنطن العاصمة في الولايات المتحدة.

## وصلات خارجية
- مايك إيستون على موقع شيردوغ (الإنجليزية)
- مايك إيستون على موقع IMDb (الإنجليزية)